# Advances in Applied Clifford Algebras
Advances in Applied Clifford Algebras es una revista científica revisada por pares que publica artículos de investigación originales y también notas, artículos expositivos y de encuesta, reseñas de libros, reproduce resúmenes y también informes sobre conferencias y talleres en el área de las álgebras de Clifford y sus aplicaciones a otras ramas. de matemáticas y física, y en ciertas áreas afines. Existe una comunidad vibrante e interdisciplinaria en torno a Clifford y las álgebras geométricas con una amplia gama de aplicaciones. Las principales conferencias en este tema incluyen la serie The International Conference on Clifford Algebras and Their Applications in Mathematical Physics (ICCA) y Aplicaciones del álgebra geométrica en informática e ingeniería (AGACSE).
La revista fue fundada en 1991 por Jaime Keller, quien fue su editor en jefe hasta su muerte en 2011.  El segundo editor en jefe de la revista fue Waldyr Alves Rodrigues Jr. (Universidad Estadual de Campinas), y el actual editor en jefe es Uwe Kähler de la Universidad de Aveiro. La revista es publicada por Springer Science+Business Media bajo su sello Birkhäuser Verlag.